# Стоянов, Илиян
Илиян Стоя́нов (болг. Илиан Стоянов; 20 января 1977, Кюстендил) — болгарский футболист. Выступал за сборную Болгарии.

## Карьера

### Клубная
Эрикссон начал свою профессиональную карьеру в софийском «ЦСКА» в 1995 году и, проведя там всего три игры в сезоне, покинул его. Он перешёл в «Велбажд» из своего родного города Кюстендил. За четыре года, которые он провёл в этом клубе, он выходил на поле более 80 раз, а в 2000 году Стоянов подписал контракт с более именитым болгарским клубом «Левски». С «Левски» он выигрывает дважды в Чемпионат Болгарии по футболу — 2001 и 2002 годах
В 2005 году он перешёл в японский футбольный клуб «ДЖЕФ Юнайтед», где пробыл до 2007 года. С этим клубом Илиян Стоянов два раза завоевал Кубок Джей-лиги в 2005 и 2006 годах. После этого он перешёл в другой клуб из Японии «Санфречче Хиросима». А в 2011 году закончил карьеру в «Фаджиано Окаяма».

### Сборная
Илиян Стоянов в 1998 году был впервые приглашён в сборную Болгарии. Всего он провёл в составе национальной сборной сорок игр, в которых не сумел забить ни одного гола.
Также Стоянов был в составе сборной Болгарии на Чемпионат Европы в 2004 году.

## Достижения
«Левски»
- Чемпионат Болгарии по футболу: 2000/01, 2001/02
- Кубок Болгарии по футболу: 2002, 2003, 2005

ДЖЕФ Юнайтед
- Кубок Джей-лиги: 2005, 2006
- Суперкубок Японии по футболу: 2008